# Szent Demeter-fatemplom (Macskamező)
A macskamezői Szent Demeter-fatemplom műemlékké nyilvánított épület Romániában, Máramaros megyében. A romániai műemlékek jegyzékében az  MM-II-m-B-04611 sorszámon szerepel.